# Société nouvelle des transports de l'agglomération niçoise
 (août 2012).
Si vous disposez d'ouvrages ou d'articles de référence ou si vous connaissez des sites web de qualité traitant du thème abordé ici, merci de compléter l'article en donnant les références utiles à sa vérifiabilité et en les liant à la section « Notes et références ».
La  Société nouvelle des transports de l'agglomération niçoise (ST2N) est une ancienne entreprise française de transport en commun. Filiale de la société Veolia Transport de 1991 à 2013, puis de Transdev à partir de mars 2013, elle a géré le service des transports collectifs de la métropole Nice Côte d'Azur, le réseau Lignes d'Azur, jusqu'au 31 août 2013 dans le cadre d'un contrat de délégation de service public.
En septembre 2012, le conseil métropolitain de Nice Côte d'Azur vote le passage en régie des services urbains du réseau Lignes d'azur pour septembre 2013. La ST2N n'exploite plus le réseau à compter de la rentrée 2013, mais ses 1 100 employés conservent leur contrat privé et deviennent salariés de la Régie Ligne d'Azur.

## Historique
La Société nouvelle des transports de l'agglomération niçoise a été créée en 1991, sous la forme d'une société par actions simplifiée, dans le but de s'intégrer dans le nouveau service urbain de Nice inauguré en 1992 sous le nom commercial SunBus. Elle succède ainsi à la société TN, elle-même filiale et remplaçante des mythiques Tramways de Nice et du Littoral (TNL) depuis 1975. C'est la fin de 90 ans de transports niçois gérés par le groupe Mariage car ST2N dépend du groupe CGEA/Connex (elle est donc désormais une filiale de Véolia Transdev).
En 2005, elle devient la principale société exploitante du réseau de la Communauté urbaine Nice Côte d'Azur (NCA), Ligne d'azur, par un contrat de délégation de service public (DSP). La communauté urbaine a pour rôle de définir la politique en matière de transport, et charge la société ST2N d'appliquer ses décisions concernant les grilles horaires, les lignes, la tarification. Ne pouvant assurer l'entière exploitation du réseau communautaire urbain qui regroupe cent-quatorze lignes ou services, la ST2N est aidée par les partenaires Rapides Côte d'Azur (RCA - filiale Véolia), Société des Autocars Martin (SAM - groupe Hervouet), Société Automobile de Provence (SAP - filiale Kéolis), Transport Régional des Alpes-Maritimes (TRAM - groupe Péglion), Transport Automobile Nice Plan du Var (TANP), et les sociétés indépendantes locales Bréma & Abello.